# Charles Rabaey
Charles Rabaey (* 30. Oktober 1934 in Klemskerke (Provinz Westflandern) oder in Wingene) ist ein ehemaliger belgischer Radrennfahrer und nationaler Meister im Radsport.

## Sportliche Laufbahn
Rabaey war im Bahnradsport und im Straßenradsport aktiv. Er war Teilnehmer der Olympischen Sommerspiele 1960 in Rom. In der Mannschaftsverfolgung schied Belgien mit Romain De Loof, Barthélemy Gillard, Frans Melckenbeeck und Charles Rabaey gegen Uruguay im Vorlauf aus.
Bei den nationalen Meisterschaften im Bahnradsport gewann er 1961 den Titel in der Mannschaftsverfolgung und mit Benoni Beheyt im Zweier-Mannschaftsfahren, 1963 wurde er Vize-Meister in dieser Disziplin. 1956 holte er zwei Etappensiege in der Ronde van West-Vlaanderen.
Ab 1962 fuhr Rabaey als Unabhängiger. 1964 wurde er Berufsfahrer im Radsportteam Terrot-Leroux und blieb eine Saison als Radprofi aktiv. 1963 siegte er auf einem Tagesabschnitt der Belgien-Rundfahrt für Unabhängige und gewann einige belgische Kriterien.